# Hesperia comma
Hesperia comma es una especie de mariposa de la familia Hesperiidae que fue descrita originalmente con el nombre de Papilio comma, por Carlos Linneo, en 1758, a partir de ejemplares procedentes de Suecia.

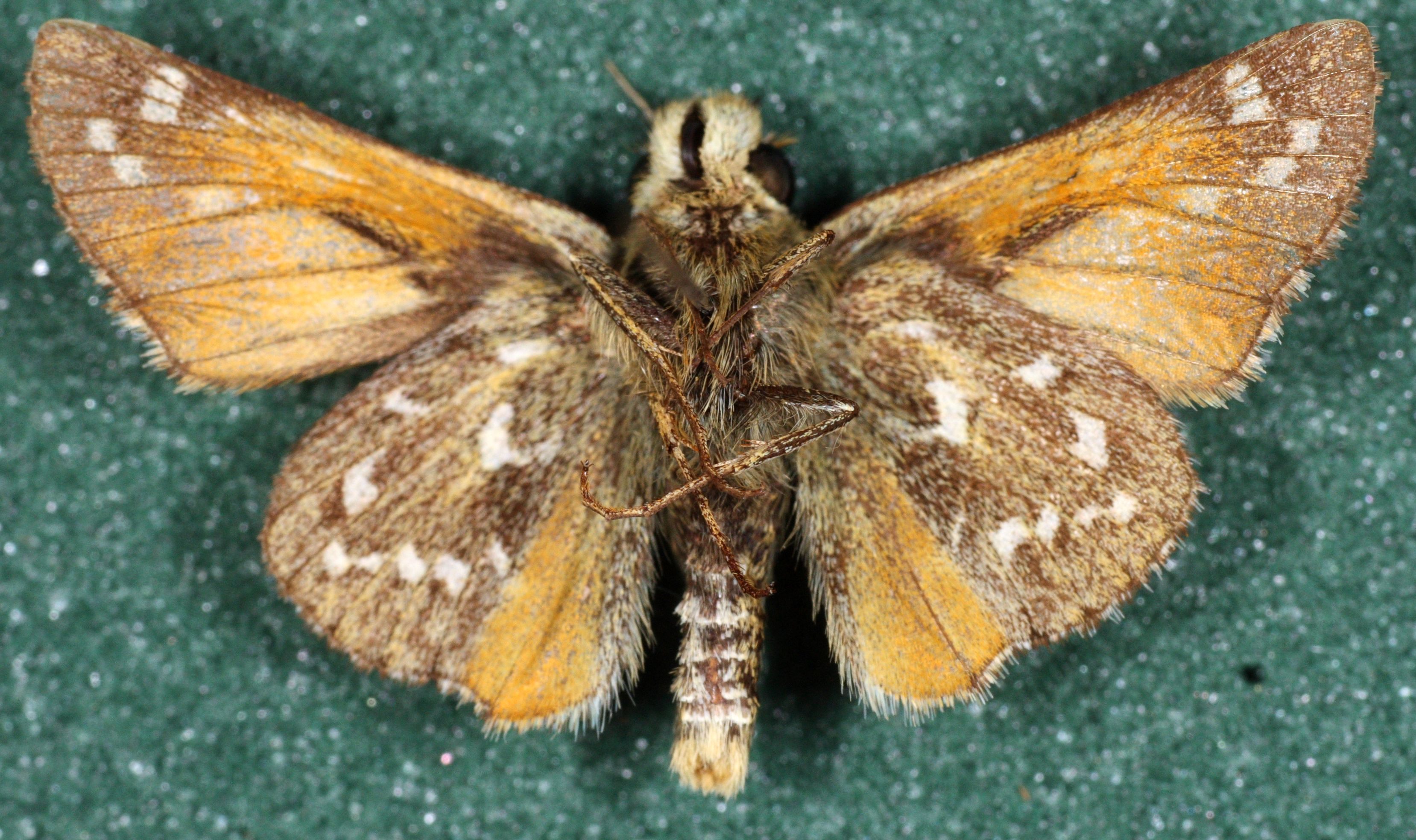

## Distribución
Hesperia comma está distribuida entre las regiones Paleártico, Neártico, región indomalaya, Neotropical y ha sido reportada en al menos 58 países o regiones diferentes.

## Plantas hospederas
Las larvas de H. comma se alimentan de plantas de las familias Poaceae, Cyperaceae, Fabaceae. Entre las plantas hospederas reportadas se encuentran Bothriochloa saccharoides, Bouteloua aristidoides, Festuca ovina, Festuca rubra, Poa arctica, Poa glauca, Stipa thurberiana, Lotus corniculatus, Ornithopus perpusillus y especies no identificadas de los géneros Bromus, Carex, Holcus, Lolium, Muhlenbergia.

## Galería de imágenes

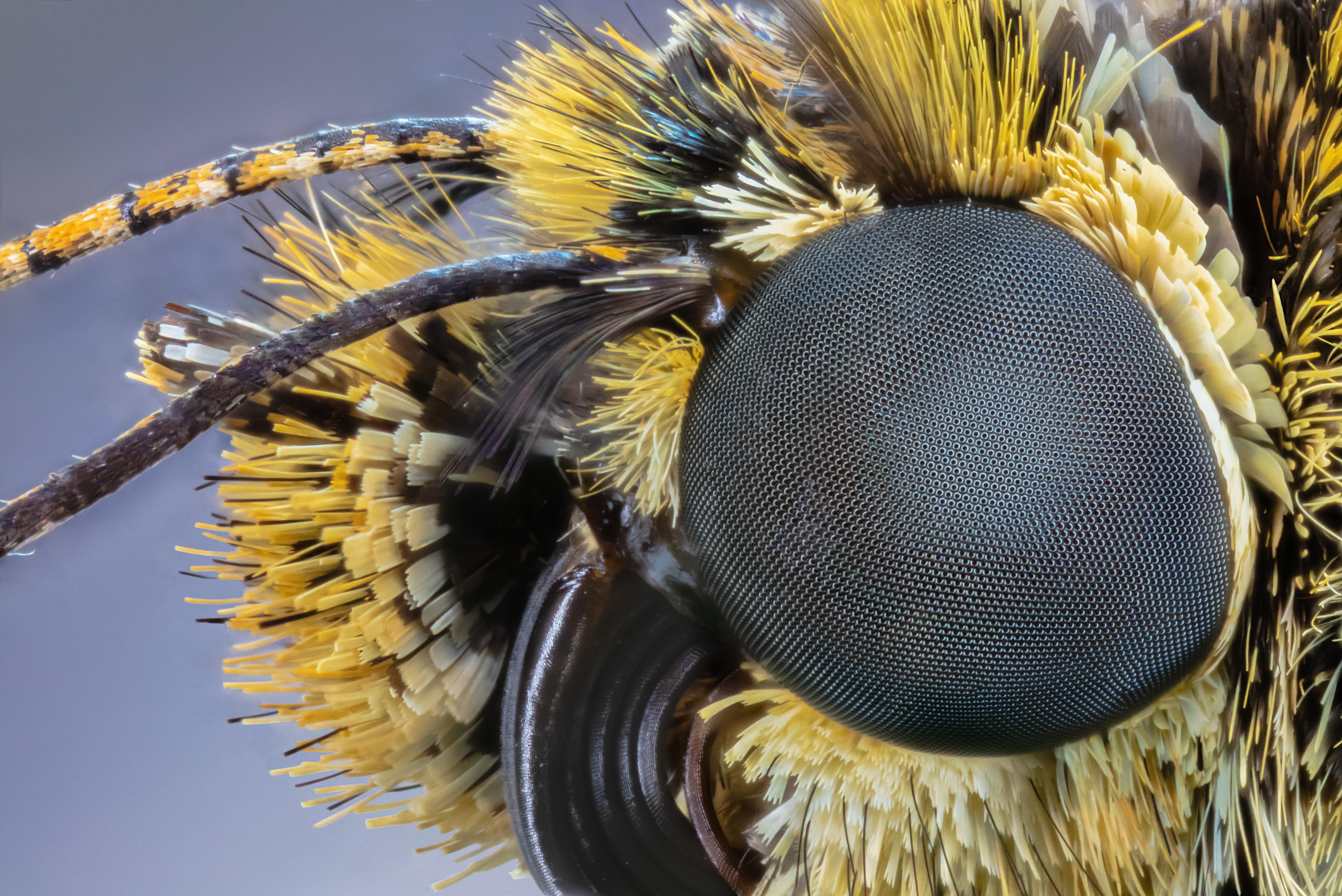
Detalle del ojo.
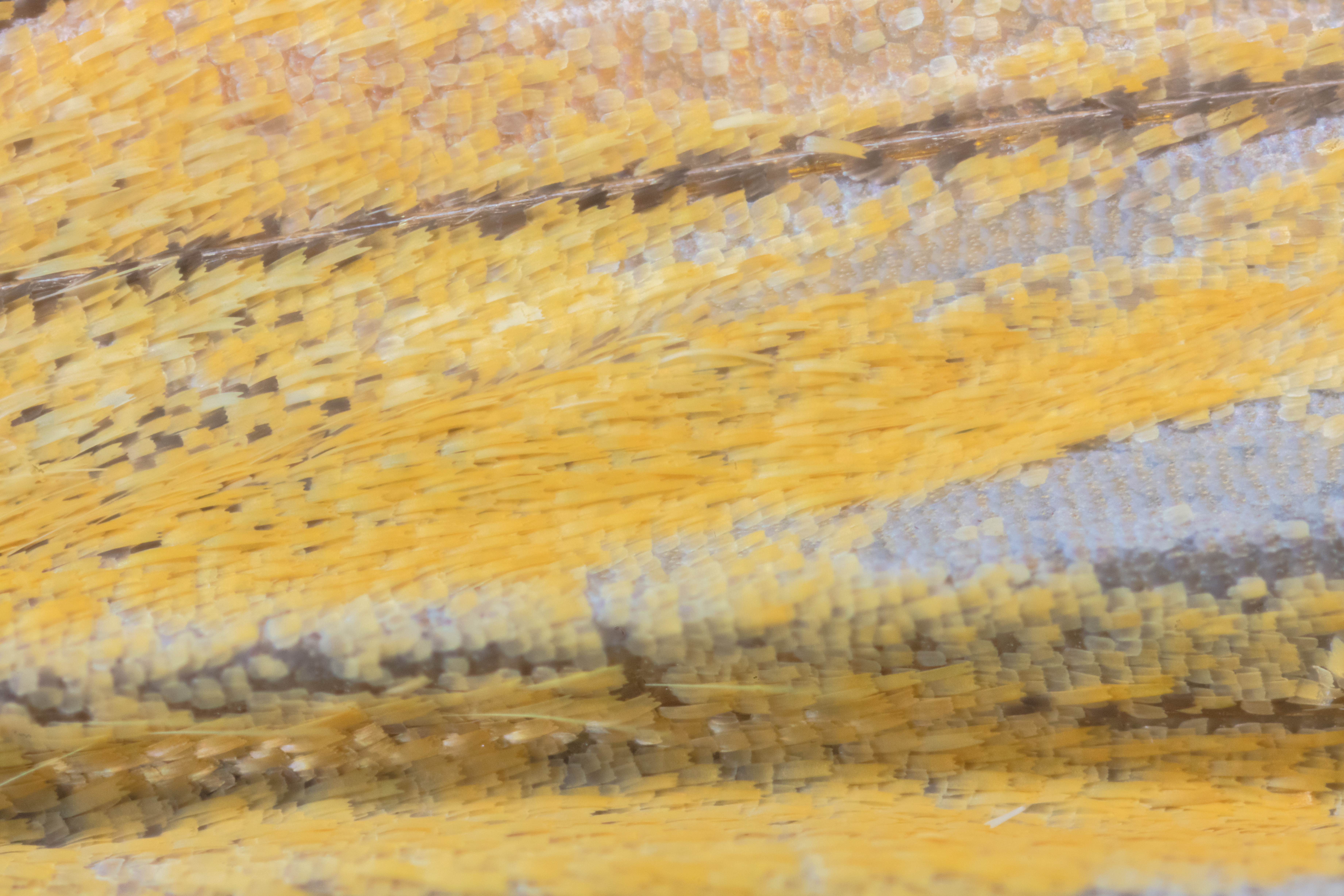
Detalle de las ala.
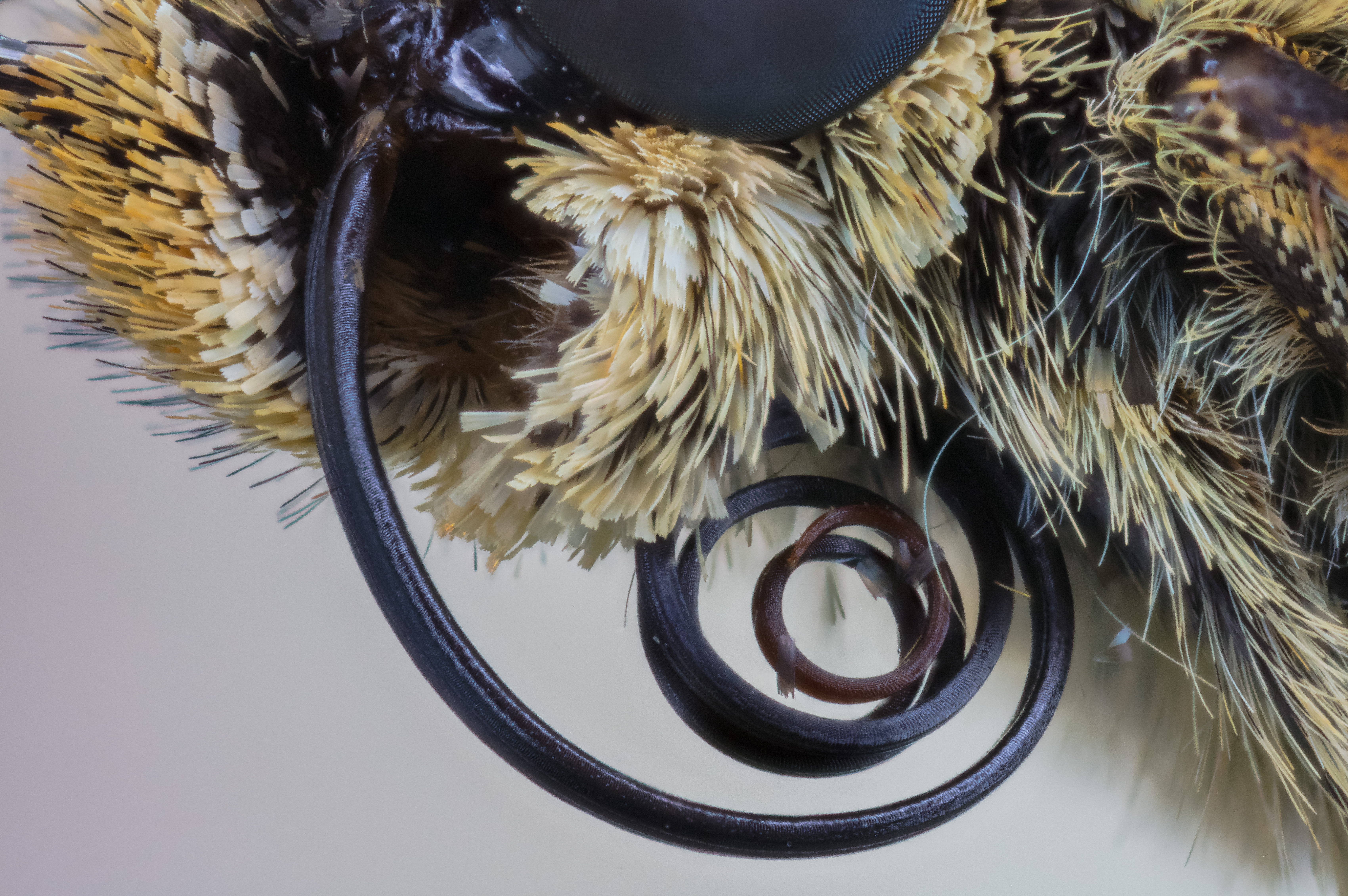
Detalle de la lengua.
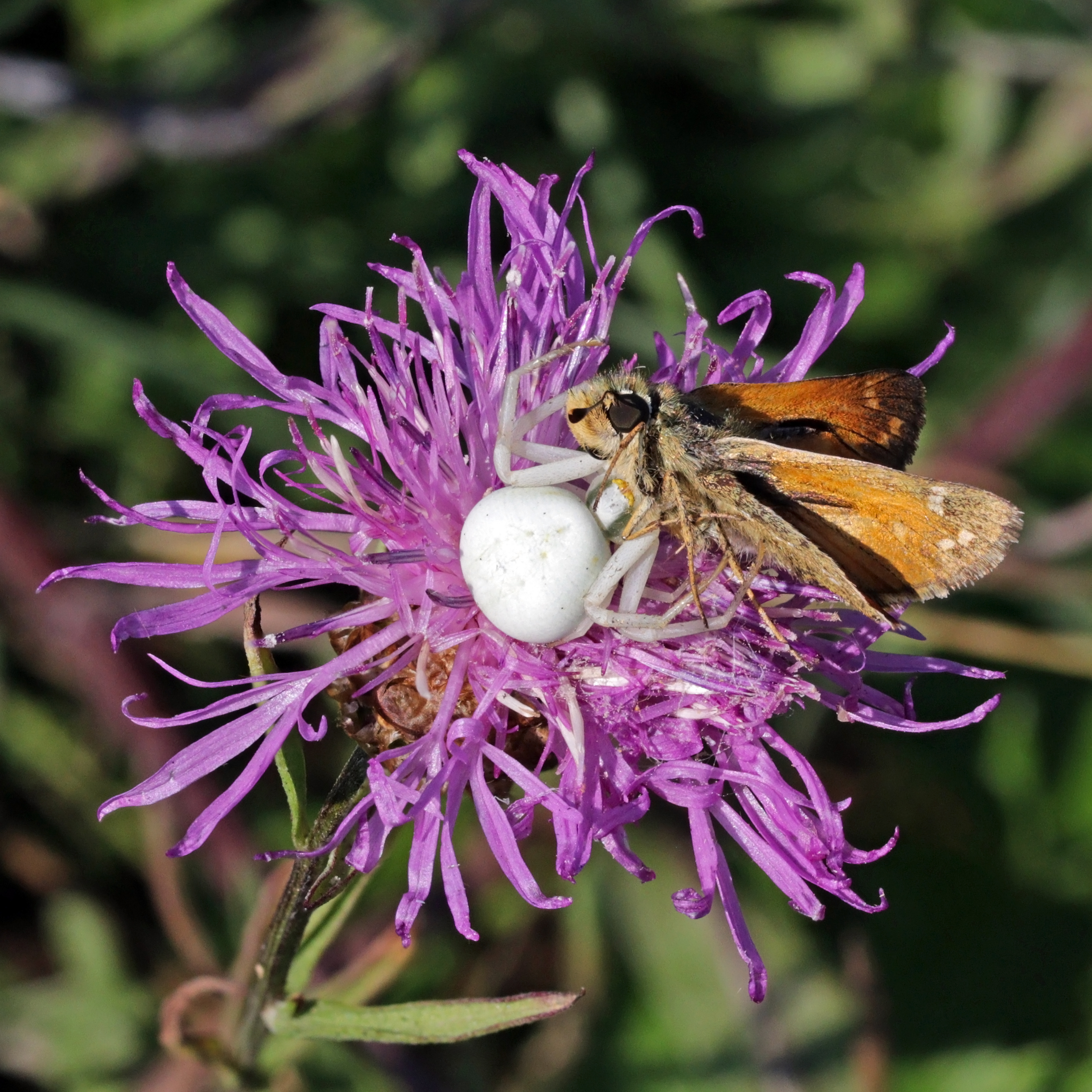
Ejemplar presa de una araña cangrejo.